# Country Homes
Country Homes – jednostka osadnicza w Stanach Zjednoczonych, w stanie Waszyngton, w hrabstwie Spokane.